# Mignon (film 1915)
Mignon è un film muto del 1915 diretto da William Nigh con la supervisione di Alexander E. Beyfuss. Alcune riviste dell'epoca citano come regista Beyfuss (all'epoca general manager della California Motion Picture Corporation), mentre la casa di produzione accredita la regia a Willam Nigh.

## Trama
Musette, la figlia del capo degli zingari, viene sedotta da un gentiluomo, Lothario. Ma quando scopre che l'amante è già sposato ed è anche padre di una bambina, Musette si uccide saltando da una rupe. Per vendicarla, suo padre Giarno rapisce Mignon, la figlia del seduttore, fuggendo via con lei. La scomparsa della bambina porta alla morte la moglie di Lothario, che muore di crepacuore, mentre lui, impazzito, si mette a vagabondare suonando per le strade come un menestrello.
Mignon è cresciuta ed ha ormai sedici anni. Giarno la maltratta ma, un giorno, un giovane nobile, Wilhelm Meister, prende le difese della fanciulla che compera dallo zingaro. Mignon si innamora del suo salvatore ma, credendo che lui ami Fillina, una bella attrice, non osa rivelargli il suo sentimento. Durante una festa, Fillina chiude Mignon in una stanza, mentre Wilhelm sta per annunciare il suo fidanzamento. Ma il castello va a fuoco, incendiato da Lothario. Mignon sarà salvata da Wilhelm. Credendo ancora che lui ami Fillina, la ragazza se ne va via con Lothario. In una taverna, l'oste, vedendo i due vagabondi, mostra a Lothario un nastro che era appartenuto a sua figlia Mignon da bambina: Lothario comincia a recuperare la memoria e, quando Mignon mostra un altro pezzo del nastro che ha conservato, suo padre finalmente la riconosce. Wilhelm li ritrova e può dichiarare il suo amore a Mignon.

## Produzione
Il film fu prodotto dalla California Motion Picture Corporation e alcune scene vennero girate a San Francisco.

## Distribuzione
Distribuito dalla World Film, il film uscì nelle sale USA il 18 gennaio 1915 dopo essere stato presentato in visione privata il 2 dicembre 1914 all'Hotel St.Francis di San Francisco. Durante la proiezione, Beatriz Michelena aveva cantato alcune arie dell'opera e la Tivoli Opera House le offrì 5.000 dollari per poterla avere come cantante di accompagnamento al film nella sua prima settimana di uscita. L'attrice rifiutò l'offerta, adducendo precedenti impegni.